# سنجاب صخره‌ای باخا کالیفرنیا
سنجاب صخره‌ای باخا کالیفرنیا (نام علمی: Otospermophilus atricapillus) نام یک گونه از سرده سنجاب‌های زمینی صخره‌ای است.